# Rhinorex
Rhinorex – rodzaj wymarłego dinozaura, ornitopoda z rodziny kaczodziobych.
Skamieniałości dinozaura nieznanego wcześniej nauce znaleziono w Ameryce Północnej, w środkowym Utah, na terenie hrabstwa Grand, w obrębie Book Cliffs i Thompson Canyon. Znajdowwały się wśród skał formacji Neslen, datowanych na kredę późną, 12 m od spągu formacji. Miejsce to datuje się na nieco ponad 75 milionów lat. Znalezisko oznakowano jako BYU 13258. Cechy kości wskazywały na kaczodziobego, występowały w nich jednak także dwie cechy niespotykane wcześniej. Pierwsza to hakowaty twór na wyrostku przednio-brzusznym kości nosowej. Drugą stanowi grzbietowe wybrzuszenie na tylko-brzusznym wyrostku kości przedszczękowej. Ponadto odróżnia się od bliskich mu gatunków szczegółami budowy kości nosowej, jarzmowej, łuskowej i zaoczodołowej. Na tej podstawie Terry A. Gates i Rodney Scheetz wyróżnili nowy rodzaj dinozaura, któremu nadali w 2015 nazwę Rhinorex. Pierwszy człon nazwy, rhino, zaczerpnęli z greki, gdzie oznacza nos. Drugi, rex, pochodzi z łaciny, w której oznacza króla. Nazwę taką autorzy uzasadnili wielkim nosem zwierzęcia, noszącego guz kostny w tylko-grzbietowym rogu dołu okalającego nozdrze. W rodzaju umieszczono pojedynczy gatunek Rhinorex condrupus. Epitet gatunkowy zaczerpnięto z łaciny, od słów condo znaczącego kopać oraz rupes znaczącego klify, odwołując się do miejsca znalezienia szczątków. Zwierzę nosiło na głowie grzebień, zaliczono je do podrodziny Saurolophinae. Przeprowadzona analiza filogenetyczna wskazała grypozaura jako jego najbliższego krewnego.